# Альтернатива Фредгольма
Альтернати́ва Фредго́льма — совокупность теорем Фредгольма о разрешимости интегрального уравнения Фредгольма второго рода.
Приводятся различные формулировки альтернативы. В части источников под альтернативой Фредгольма понимается только первая теорема Фредгольма, утверждающая, что либо неоднородное уравнение имеет решение при любом свободном члене, либо сопряжённое (союзное) уравнение имеет нетривиальное решение. Альтернатива Фредгольма для интегральных уравнений является обобщением на бесконечномерный случай аналогичных теорем в конечномерном пространстве (для систем линейных алгебраических уравнений). Обобщена Ф. Риссом на линейные операторные уравнения со вполне непрерывными операторами в банаховых пространствах.

## Конечномерное пространство
| Либо уравнение {\displaystyle {\mathcal {A}}z=u} имеет решение при любой правой части {\displaystyle u\in W}, либо сопряжённое к нему уравнение {\displaystyle {\mathcal {A}}^{*}w=0} имеет нетривиальное решение |

Доказательство
Способ 1
Пусть {\displaystyle r=\operatorname {rg} {\mathcal {A}},~m=\operatorname {dim} W}. Возможны два случая: либо {\displaystyle r=m}, либо {\displaystyle r<m}. Условие {\displaystyle r=m} равносильно условию {\displaystyle \operatorname {im} {\mathcal {A}}=W}, которое означает, что уравнение {\displaystyle {\mathcal {A}}z=u} имеет решение при любом {\displaystyle u\in W}. При этом так как {\displaystyle \operatorname {rg} {\mathcal {A}}=\operatorname {rg} {\mathcal {A}}^{*}}, то {\displaystyle \operatorname {ker} {\mathcal {A}}^{*}=0}, и значит, уравнение {\displaystyle {\mathcal {A}}^{*}w=0} не имеет ненулевого решения. Условие {\displaystyle r<m} равносильно условию {\displaystyle \operatorname {dim} (\operatorname {ker} {\mathcal {A}}^{*})>0}, которое означает существование ненулевого вектора {\displaystyle w\in \operatorname {ker} {\mathcal {A}}^{*}}, то есть ненулевого решения {\displaystyle {\mathcal {A}}^{*}w=0}. При этом {\displaystyle \operatorname {im} {\mathcal {A}}\neq W} и уравнение {\displaystyle {\mathcal {A}}z=u} имеет решение не для любого {\displaystyle u\in W}.
Способ 2
1. Пусть система (1), то есть {\displaystyle A\cdot X=B}, имеет решение при любом {\displaystyle B}. В этом случае {\displaystyle \operatorname {rg} A=m}, так как иначе при некотором {\displaystyle B} {\displaystyle \operatorname {rg} A} оказался бы меньше ранга расширенной матрицы и система (1) была бы несовместной в силу теоремы Кронекера — Капелли. Так как {\displaystyle \operatorname {rg} A^{T}=\operatorname {rg} A}, то в этих условиях {\displaystyle \operatorname {rg} A^{T}=m}, то есть равен числу неизвестных в системе (2) и эта система имеет только тривиальное решение.
2. Пусть теперь система {\displaystyle A\cdot X=B} при некотором {\displaystyle B} несовместна. Следовательно {\displaystyle \operatorname {rg} A<m} , значит и {\displaystyle \operatorname {rg} A^{T}<m}, то есть ранг матрицы системы (2) меньше числа неизвестных и эта система имеет ненулевое решение.

В доказательстве используются обозначения: {\displaystyle \operatorname {rg} A} — ранг матрицы {\displaystyle A}, {\displaystyle \operatorname {dim} W} — размерность пространства {\displaystyle W}, {\displaystyle \operatorname {im} {\mathcal {A}}} — образ оператора {\displaystyle {\mathcal {A}}}, {\displaystyle \operatorname {def} {\mathcal {A}}} — дефект оператора {\displaystyle {\mathcal {A}}}, {\displaystyle \operatorname {ker} {\mathcal {A}}} — ядро оператора {\displaystyle {\mathcal {A}}}, {\displaystyle A^{T}} — транспонированная матрица.
Альтернатива Фредгольма для линейного оператора {\displaystyle {\mathcal {A}}}, действующего в одном пространстве {\displaystyle V}, означает, что либо основное уравнение имеет единственное решение при любом {\displaystyle u\in V}, либо сопряжённое к нему однородное уравнение имеет нетривиальное решение.

## Интегральные уравнения

### Формулировки
Альтернатива Фредгольма формулируется для интегрального уравнения Фредгольма
{\displaystyle \varphi (x)=\lambda \int \limits _{0}^{a}K(x,y)\varphi (y)\,dy+f(x)\qquad (1)}
с непрерывным ядром {\displaystyle K(x,y)} и союзного к нему уравнения
{\displaystyle \psi (x)={\bar {\lambda }}\int \limits _{0}^{a}K^{*}(x,y)\psi (y)\,dy+g(x),\qquad (1')}
{\displaystyle K^{*}(x,y)={\overline {K(y,x)}}}.
Однородное уравнение − это уравнение с нулевым свободным членом f или g.
Формулировка 1. Если интегральное уравнение (1) с непрерывным ядром разрешимо в {\displaystyle C[0,a]} при любом свободном члене {\displaystyle f\in C[0,a]}, то и союзное к нему уравнение (1') разрешимо в {\displaystyle C[0,a]} при любом свободном члене {\displaystyle g\in C[0,a]}, причем эти решения единственны (первая теорема Фредгольма).
Если интегральное уравнение (1) разрешимо в C[0, a] не при любом свободном члене {\displaystyle f}, то:
1) однородные уравнения (1) и (1') имеют одинаковое (конечное) число линейно независимых решений (вторая теорема Фредгольма);
2) для разрешимости уравнения (1) необходимо и достаточно, чтобы свободный член {\displaystyle f} был ортогонален ко всем решениям союзного однородного уравнения (1') (третья теорема Фредгольма).
Формулировка 2. Если однородное интегральное уравнение Фредгольма имеет только тривиальное решение, то соответствующее неоднородное уравнение всегда имеет одно и только одно решение. Если же однородное уравнение имеет некоторое нетривиальное решение, то неоднородное интегральное уравнение либо вовсе не имеет решения, либо имеет бесконечное число решений в зависимости от заданной функции {\displaystyle f(x)}.

### Идея доказательства

#### Вырожденное ядро
Интегральное уравнение Фредгольма (1) с вырожденным ядром вида
{\displaystyle K(x,y)=\sum _{i=1}^{N}f_{i}(x)g_{i}(y)}
можно переписать в виде
{\displaystyle \varphi (x)=\lambda \sum \limits _{i=1}^{N}c_{i}f_{i}(x)+f(x),}
где
{\displaystyle c_{i}=\int \limits _{0}^{a}\varphi (y)g_{i}(y)\,dy}
— неизвестные числа. Путём умножения полученного равенства на {\displaystyle g_{k}(x)} и интегрирования по отрезку {\displaystyle [0,a]} уравнение с вырожденным ядром сводится к эквивалентной ему
системе линейных алгебраических уравнений относительно неизвестных {\displaystyle (c_{1},c_{2},\dots ,c_{N})}:
{\displaystyle c_{k}=\lambda \sum _{i=1}^{N}\alpha _{ki}c_{i}+a_{k},}
где
{\displaystyle \alpha _{ki}=\int \limits _{0}^{a}g_{k}(x)f_{i}(x)\,dx,\quad a_{k}=\int \limits _{0}^{a}g_{k}(x)f(x)\,dx.}.
Поэтому альтернатива Фредгольма непосредственно следует из конечномерного случая.

#### Произвольноенепрерывноеядро
В общем случае доказательство альтернативы Фредгольма для интегральных уравнений основано на представлении произвольного непрерывного ядра в виде
{\displaystyle K(x,y)=P(x,y)+Q(x,y),}
где {\displaystyle P(x,y)} — вырожденное ядро (многочлен) и {\displaystyle Q(x,y)} — малое непрерывное ядро, {\displaystyle |Q(x,y)|<\varepsilon ,\,0\leq x\leq a}. Тогда уравнение (1) принимает вид
{\displaystyle \varphi =\lambda P\varphi +\lambda Q\varphi +f,}
где {\displaystyle P} и {\displaystyle Q} — интегральные операторы с ядрами {\displaystyle P(x,y)} и {\displaystyle Q(x,y)} соответственно.
Введем неизвестную функцию {\displaystyle \Phi (x)} по формуле
{\displaystyle \Phi =\varphi -\lambda Q\varphi }.
При {\displaystyle |\lambda |<{\frac {1}{\varepsilon a}}} функция {\displaystyle \varphi } однозначно выражается через {\displaystyle \Phi } по формуле
{\displaystyle \varphi =(I-\lambda Q)^{-1}\Phi =(I+\lambda R)\Phi ,}
где {\displaystyle I} — единичный оператор, {\displaystyle R} — интегральный оператор с ядром {\displaystyle R(x,y,\lambda )} — резольвентой ядра {\displaystyle Q(x,y)}. Тогда исходное уравнение принимает вид
{\displaystyle \Phi =\lambda T\Phi +f,}
где
{\displaystyle T=P+\lambda PR}
— интегральный оператор с вырожденным ядром
{\displaystyle T(x,y,\lambda )=P(x,y)+\lambda \int \limits _{0}^{a}P(x,\xi )R(\xi ,y,\lambda )d\xi ,}
аналитическим по {\displaystyle \lambda } в круге {\displaystyle |\lambda |<{\frac {1}{\varepsilon a}}}.
Аналогично союзное интегральное уравнение (1') преобразуется к виду
{\displaystyle \psi ={\bar {\lambda }}T^{*}\psi +g_{1}.}
Таким образом, уравнения (1) и (1') эквивалентны в круге {\displaystyle |\lambda |<{\frac {1}{\varepsilon a}}} уравнениям с вырожденными ядрами, что позволяет вывести альтернативу Фредгольма для общего случая.

### Следствия
- Множество характеристических чисел непрерывного ядра не имеет конечных предельных точек и, значит, не более чем счётно. Действительно, в каждом круге {\displaystyle |\lambda |<{\frac {1}{\varepsilon a}}} характеристические числа ядра {\displaystyle K(x,y)} совпадают с характеристическими числами вырожденного ядра, которые являются нулями аналитической функции.
- Каждое характеристическое число имеет конечную кратность (число линейно независимых собственных функций). Следует из второй теоремы Фредгольма. Характеристические числа можно пронумеровать в порядке возрастания их модуля:

{\displaystyle |\lambda _{1}|\leq |\lambda _{2}|\leq \dots ,}
повторяя в этой последовательности {\displaystyle \lambda _{k}} столько раз, какова его кратность.
- Если {\displaystyle \lambda _{0}} — характеристическое число ядра {\displaystyle K(x,y)}, то {\displaystyle {\bar {\lambda }}_{0}} — характеристическое число ядра {\displaystyle K^{*}(x,y)}, причем они имеют одинаковую кратность.
- Собственные функции {\displaystyle \varphi _{k}} и {\displaystyle \psi _{i}} ядер {\displaystyle K(x,y)} и {\displaystyle K^{*}(x,y)}, отвечающие характеристическим числам {\displaystyle \lambda _{k}} и {\displaystyle {\bar {\lambda }}_{i}} соответственно, причем {\displaystyle \lambda _{k}\neq \lambda _{i}}, ортогональны: {\displaystyle (\varphi _{k},\psi _{i})=0}.

Используя данные свойства, можно переформулировать альтернативу Фредгольма в терминах характеристических чисел и собственных функций:
- Если {\displaystyle \lambda \neq \lambda _{k},\,k=1,2,\dots }, то интегральные уравнения (1) и (1') однозначно разрешимы при любых свободных членах.
- Если {\displaystyle \lambda =\lambda _{k}}, то однородные уравнения

{\displaystyle \varphi =\lambda _{k}K\varphi ,\quad \psi ={\bar {\lambda }}_{k}K^{*}\psi ,}
имеют одинаковое (конечное) число {\displaystyle r_{k}\geq 1} линейно независимых решений — собственных функций {\displaystyle \varphi _{k},\varphi _{k+1},\dots ,\varphi _{k+r_{k}-1}} ядра {\displaystyle K(x,y)} и собственных функций {\displaystyle \psi _{k},\psi _{k+1},\dots ,\psi _{r_{k}-1}} ядра {\displaystyle K^{*}(x,y)}.
- Если {\displaystyle \lambda =\lambda _{k}}, то для разрешимости уравнения (1) необходимо и достаточно, чтобы

{\displaystyle (f,\psi _{k+i})=0,\quad i=0,1,r_{k}-1.}

## Банахово пространство
Даны уравнения
{\displaystyle Ax-x=y,\quad (2)}
{\displaystyle A^{*}f-f=g,\quad (2')}
где {\displaystyle A} — вполне непрерывный оператор, действующий в банаховом пространстве {\displaystyle E}, а {\displaystyle A^{*}} — сопряжённый оператор, действующий в сопряжённом пространстве {\displaystyle E^{*}}. Тогда либо уравнения (2) и (2') разрешимы при любых правых частях, и в этом случае однородные уравнения
{\displaystyle Ax-x=0}
{\displaystyle A^{*}f-f=0}
имеют лишь нулевые решения, либо однородные уравнения имеют одинаковое число линейно независимых решений
{\displaystyle x_{1},x_{2},\dots ,x_{n};\quad f_{1},f_{2},\dots ,f_{n};}
в этом случае, чтобы уравнение (2) (соответственно (2')) имело решение, необходимо и достаточно, чтобы
{\displaystyle f_{i}(y)=0,\quad i=1,2,\dots ,n}
(соответственно {\displaystyle g(x_{i})=0,\,i=1,2,\dots ,n}).

## Применение к решениюкраевых задачдляэллиптических уравнений
Метод Неймана решения задачи Дирихле
{\displaystyle \Delta u(x)=0,\quad x\in G,\quad u(s)=g(s),\quad s\in C}
состоит в том, что решение {\displaystyle u} ищется в виде
{\displaystyle u(x)=\int \limits _{C}\mu (t){\frac {\partial }{\partial n_{t}}}\log {\frac {1}{r_{xt}}}dt,}
то есть в виде потенциала двойного слоя. Здесь {\displaystyle G} — плоская область, {\displaystyle C} — ограничивающая её замкнутая кривая, обладающая непрерывной кривизной, {\displaystyle r_{xt}} — расстояние от точки {\displaystyle x} до точки {\displaystyle t} на контуре {\displaystyle S}, {\displaystyle n_{t}} — внутренняя нормаль к {\displaystyle C} в точке {\displaystyle t}. Функция {\displaystyle \mu } должна удовлетворять интегральному уравнению
{\displaystyle {\frac {1}{\pi }}g(s)=\mu (s)+\int \limits _{C}K(s,t)\mu (t)\,dt}
с непрерывным ядром
{\displaystyle K(s,t)={\frac {1}{\pi }}{\frac {\partial }{\partial n_{t}}}\log {\frac {1}{r_{xt}}}dt.}
Согласно альтернативе Фредгольма, либо данное неоднородное уравнение имеет решение {\displaystyle \mu (s)} при любом выборе непрерывной функции {\displaystyle g(s)}, либо однородное уравнение
{\displaystyle \nu (s)+\int \limits _{C}K(s,t)\mu (t)\,dt=0}
допускает ненулевое решение {\displaystyle \nu (s)}. Последнее невозможно, это можно показать при помощи принципа максимума для гармонических функций. Следовательно, внутренняя задача Дирихле имеет решение при любых непрерывных граничных значениях {\displaystyle g(s)}. Аналогичные результаты получены для внешней задачи Дирихле, а также для задачи Неймана.

### Конечномерное пространство
- Ильин В. А., Ким Г. Д. Линейная алгебра и аналитическая геометрия. — М.: Изд-во Моск. ун-та, 1998. — 320 с. — ISBN 5-211-03814-2.

### Интегральные уравнения
- Владимиров В. С., Жаринов В. В. Уравнения математической физики: Учебник для вузов. — 2-е изд., стереотип.. — М.: Физматлит, 2004. — 400 с. — ISBN 5-9221-0310-5.
- Трикоми Ф. Интегральные уравнения. — М.: Издательство иностранной литературы, 1960.
- Краснов М. Л. Интегральные уравнения. (Введение в теорию). — М.: Гл. ред. физ.-мат. лит. изд-ва «Наука», 1975.
- Петровский И. Г. Лекции по теории интегральных уравнений. — М.: Наука, 1965. — 128 с.
- Рисс Ф., Сёкефальви-Надь Б. Лекции по функциональному анализу. — М.: Мир, 1979. — 592 с.

### Банахово пространство
- Люстерник Л. А., Соболев В. И. Элементы функционального анализа. — Изд. 2-е, переработанное. — М.: Наука, 1965. — 520 с.